# ГЕС Qùxué
ГЕС Qùxué (去学水电站) — гідроелектростанція у центральній частині Китаю в провінції Сичуань. Знаходячись після ГЕС Донгсонг, становить нижній ступінь каскаду на річці Shuòqū, лівій притоці Dingqu, котра в свою чергу є лівою притокою Дзинші (верхня течія Янцзи).
В межах проекту річку перекрили кам'яно-накидною греблею із асфальтобетонним ущільненням висотою 164 метра, довжиною 220 метрів та шириною по гребеню 15 метрів. Вона утримує водосховище з об'ємом 127,5 млн м3 (корисний об'єм 40,3 млн м3), в якому припустиме коливання рівня поверхні у операційному режимі між позначками 2310 та 2330 метрів НРМ (під час повені до 2332 метра НРМ).
Зі сховища ресурс транспортується через прокладений у лівобережному гірському масиві  дериваційний тунель довжиною 5,9 км, виконаному в діаметрах 7 метрів та 8 метрів. На завершальному етапі він сполучений із вирівнювальним резервуаром висотою 98 метрів з діаметром 15 метрів.
Розміщене у підземному машинному залі основне обладнання станції складається із двох турбін типу Френсіс потужністю по 123 МВт, які використовують напір у 212 метрів та забезпечують виробництво 925 млн кВт-год електроенергії на рік.